# Keimfarben
Keimfarben GmbH es una mediana empresa con sede en Diedorf cerca de Augsburgo. Pertenece al grupo empresarial Leonhard Moll AG y es líder mundial en la fabricación de pinturas de silicato. Edificios como la Casa Blanca, el Palacio de Buckingham, la Ópera de Sídney y el Teatro Bolshói han sido pintados con pinturas Keim.
El fundador de la empresa, Adolf Wilhelm Keim, es considerado el inventor de las pinturas de silicato (pinturas minerales) que a finales del siglo XIX revolucionaron la construcción y la pintura.

## Historia

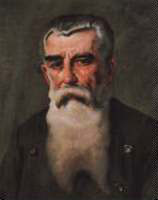
Adolf Wilhelm Keim

Durante el reinado de Luis I de Baviera, comenzó una intensa labor de investigación sobre el silicato potásico. Este monarca, admirado por los alegres colores de los frescos de cal del Norte de Italia, quiso poder disfrutar en su reino de Baviera de la intensidad cromática propia de las pinturas de cal. Sin embargo, el clima riguroso de Alemania no resultaba apropiado para la técnica utilizada en Italia.
Mezclando convenientemente silicato potásico líquido (silicato de potasio) y pigmentos colorantes minerales, los artesanos y el investigador Adolf Wilhelm Keim lograron finalmente crear una pintura apropiada para la climatología al norte de los Alpes y que tuviera al mismo tiempo una intensa luminosidad. La razón de la estabilidad del color radica en la unión química del ligante con el soporte (silicatización). En 1878 Keimfarben patentó sus pinturas minerales, sentando así las bases para la actual Keimfarben GmbH. La primera planta de producción se encontraba cerca de la cantera de piedra caliza en Offenstetten (actualmente perteneciente a Abendsberg) en la Baja Baviera.

## Estructura de la empresa
Sede en Diedorf
Sucursal en Alteno

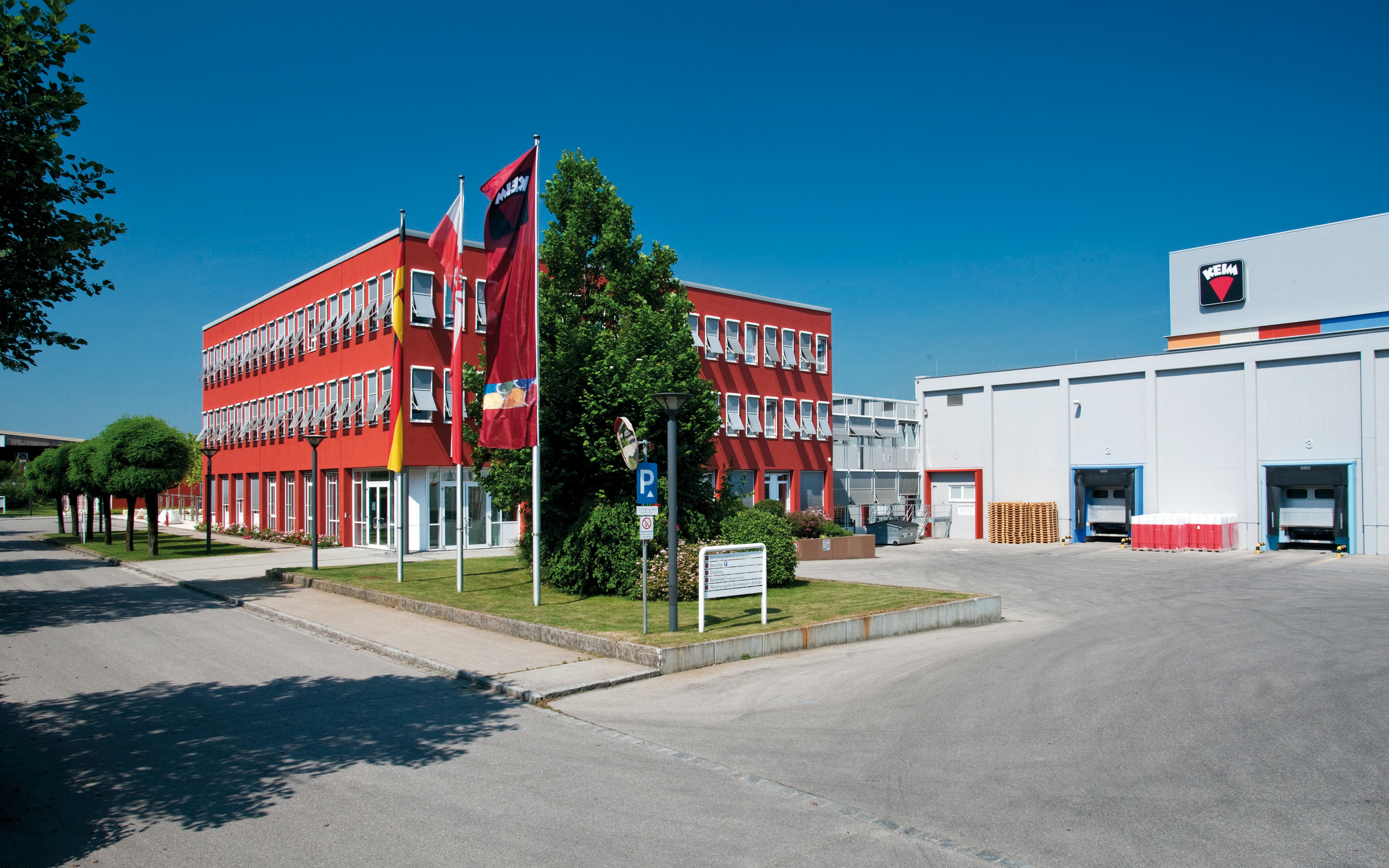

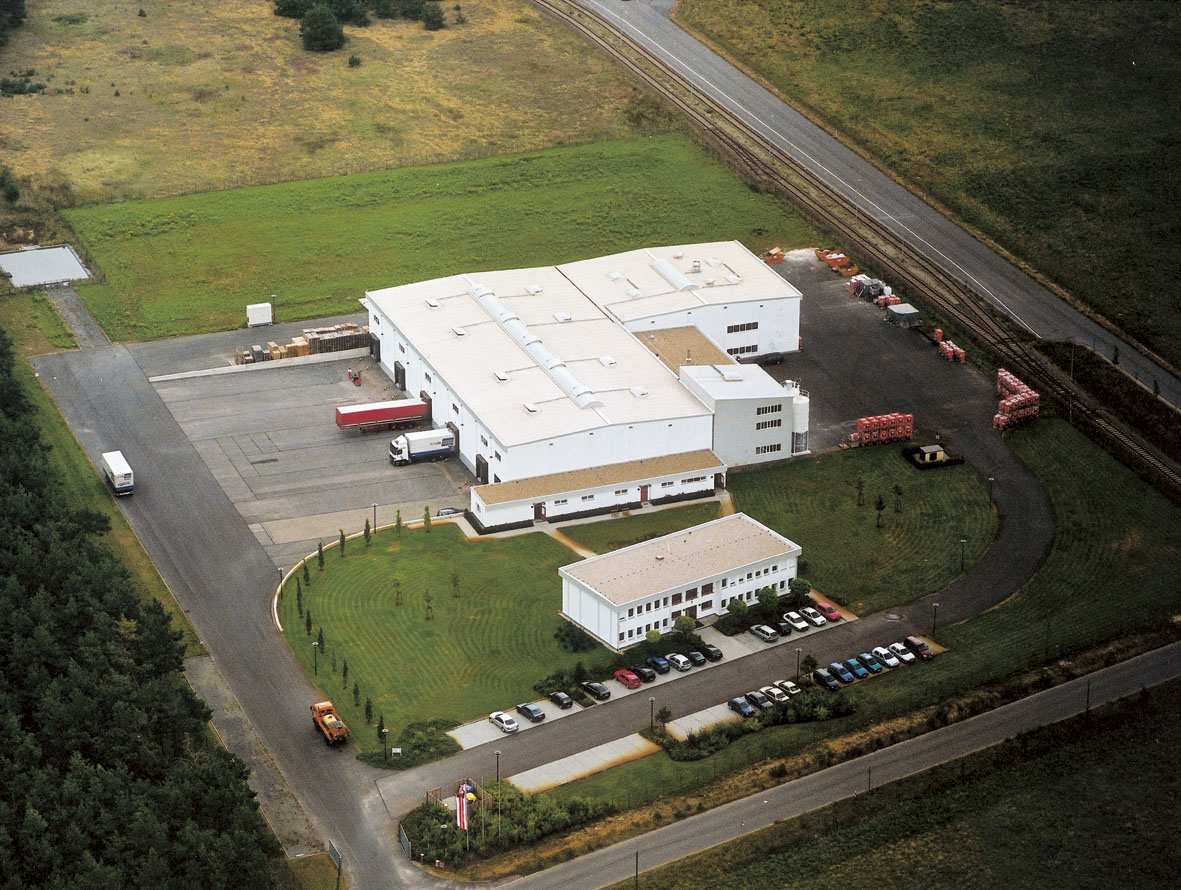

Keimfarben cuenta con dos centros en Alemania uno en Diedorf (sede) y otro en Alteno / Luckau y un total de once filiales internacionales en Europa (Austria, Suiza, Italia, Francia, España, Países Bajos, Gran Bretaña, Escandinavia, Polonia, República Checa) y Estados Unidos. En países donde Keimfarben no está representado por su propia filial, los distribuidores autorizados de venta se encargan de la comercialización (en Australia,Canadá, China, Singapur, Malasia y Rusia). El 6 de septiembre de 2012, Keimfarben GmbH & Co KG cambió de forma jurídica y desde entonces opera bajo el nombre "Keimfarben GmbH".

## Gama de productos
La base del éxito de las pinturas de Keimfarben se remonta a 1878 con KEIM Purkristalat, una pintura de silicato puro de dos componentes. En 1962, le siguió la segunda generación de pinturas Keim con Keim Granital, la primera pintura de dispersión de silicato que al contrario de Purkristalat, es de un solo componentes y por lo tanto más fácil de aplicar. En 2002, Keimfarben lanzó al mercado Keim Soldalit, una pintura de sol-silicato o pintura de sol de sílice y silicato (ligante de sol de sílice y silicato potásico), haciendo así más sencillo y universal el uso de las pinturas de silicato.
Keimfarben produce sistemas de pinturas para uso en interiores y exteriores, revoques minerales y masillas, sistemas de restauración de piedra natural, sistemas de aislamiento térmico, así como de saneamiento hormigón y protección de superficies. La novedad en la gama de productos es una pintura de silicato para superficies de madera.
- Datos: Q574462
- Multimedia: Keimfarben / Q574462